# NGC 4603
NGC 4603 is een balkspiraalstelsel in het sterrenbeeld Centaur. Het hemelobject werd op 8 juni 1834 ontdekt door de Britse astronoom John Herschel.

## Synoniemen
- ESO 322-52
- MCG -7-26-28
- AM 1238-404
- DCL 120
- IRAS 12382-4042
- PGC 42510